# Syrphoctonus intibiaesetus
Syrphoctonus intibiaesetus is een insect dat behoort tot de orde vliesvleugeligen (Hymenoptera) en de familie van de gewone sluipwespen (Ichneumonidae). De wetenschappelijke naam van de soort werd voor het eerst geldig gepubliceerd door Wang, Ma & Wang in 1994.